# Tiền boa

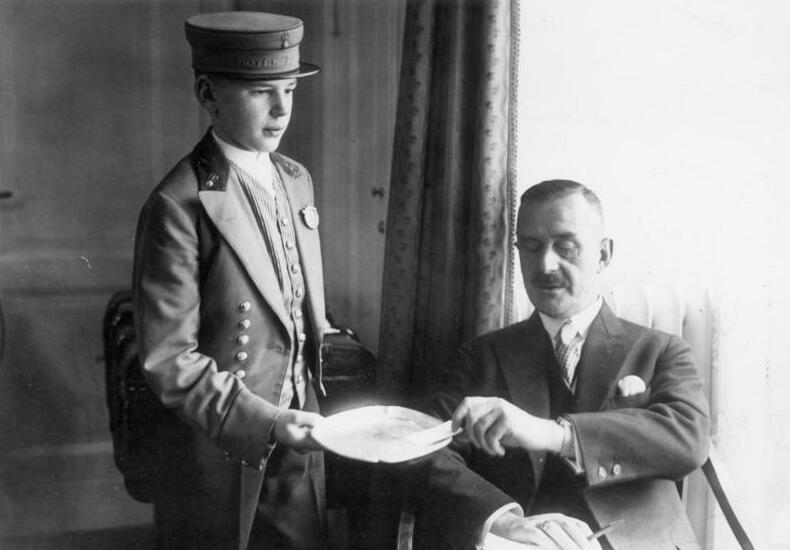
Thomas Mann tại khách sạn Adlon Berlin, đang boa cho một cậu bé để bày tỏ lời cám ơn một cách tế nhị.

Tiền boa (vay mượn từ tiếng Pháp: pourboire) hay còn gọi là tiền bo hoặc tiền tip, là một khoản thanh toán thêm bằng tiền mặt như một phần thưởng cá nhân từ người được phục vụ tặng cho người phục vụ với chất lượng bổ sung cho các dịch vụ đạt được trên mức chất lượng 'bình thường' mong đợi. Về phương diện người nhận tiền boa, đây cũng là một cách để có được niềm vui trong công việc vì họ đã được khách hàng khen ngợi. Lời khen này có tác dụng giúp họ thoải mái hơn và có động lực làm việc tốt hơn.
Tiền boa không giống tiền lương vì về nguyên tắc người làm việc không được hưởng. Ngoài ra, một người nhận được tiền boa trực tiếp từ khách hàng trái ngược với tiền hoa hồng đến từ chủ lao động.

## Từ nguyên
Từ "boa" vay mượn tiếng Pháp là Pourboire (trong tiếng Latinh: propināre) được ghép bởi hai từ "pour" (nghĩa là: để, cho) và "boire" (uống).
Với nghĩa tương đương, các quốc gia nói tiếng Anh-Mỹ có từ tip, xuất phát từ tipping nghĩa là tiền quà, tiền diêm thuốc.

## Người được nhận

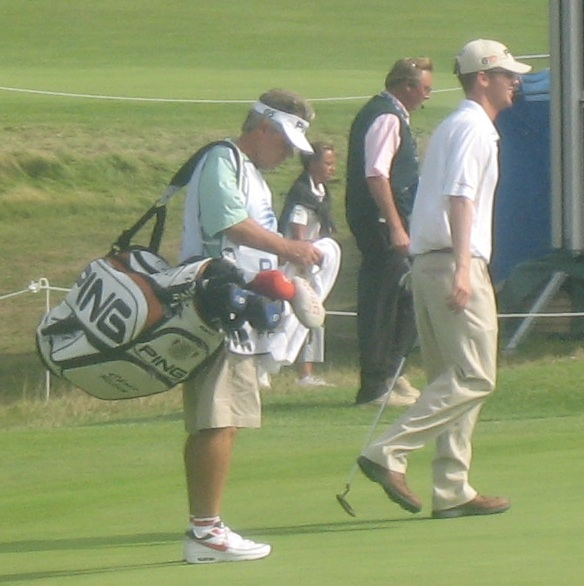
Những người chơi golf thường boa cho những caddie mang theo gậy chơi gôn của họ.

Trong hầu hết các trường hợp, tiền boa chỉ được dành cho một số ngành nghề nhất định. Nó phụ thuộc vào nền văn hóa làm việc.
- Bồi bàn, nhân viên phục vụ bàn (về nguyên tắc không dành cho tiệc buffet)
- Người mở cửa, người vác hành lý
- Lễ tân
- Người phục vụ nơi đậu xe
- Người giao hàng
- Tài xế taxi
- Thợ làm tóc
- Nhân viên trạm xăng
- Hướng dẫn viên du lịch
- Người khuân vác

## Quan niệm văn hóa
Hiện tượng boa tiền cho người phục vụ từ lâu đã thu hút các nhà kinh tế về vấn đề việc được trả thêm tiền, mặc dù người được phục vụ không bị buộc phải làm như vậy. Các quy tắc xã hội, mức lương, và sự tập tục về trả phí dịch vụ cũng đóng một vai trò rất lớn.
Theo ông Michael Lynn, giáo sư về thực phẩm và thức uống tại Đại học Cornell, là người đã nghiên cứu rất nhiều về điều này lý giải rằng những đặc điểm nhân cách của người dân ở một quốc gia mà càng có tính hướng ngoại thì càng có nhiều người boa và số tiền boa càng lớn. Ông xác định năm động cơ thúc đẩy một cá nhân cho đi khoảng tiền boa:
- Để khoe khoang hoặc để được xã hội tán thưởng
- Để bổ sung của dịch vụ và để làm vui lòng người phục vụ
- Để khuyến khích dịch vụ làm tốt hơn trong lần tới
- Để tránh bị các nhà dịch vụ từ chối
- Ý thức trách nhiệm

Thói quen này đã lan rộng ra khắp thế giới. Nhưng đối với bất cứ ai đã đi du lịch quốc tế thì họ đều biết rằng các tập quán về tiền boa như khi nào cần thiết, bao nhiêu, cho ai và tại sao là khác nhau tùy nơi. Ở Mỹ, thông thường người ta boa người phục vụ bàn ăn là 15-25%; ở Brazil và New Zealand là 10%, ở Thụy Điển là 5-10%. Tuy nhiên, ở các nước khác như Nhật Bản, việc để lại tiền tặng là điều cấm kỵ và đôi khi có thể dẫn tới sự ngượng ngùng là ai đã để lại tiền và vì sao.
Tuy nhiên, đa số người làm việc trong ngành dịch vụ có thể có mức thu nhập khá giả hơn trong một nền văn hoá về tiền boa vì họ nhận được nhiều tiền hơn so với một nghề khác có yêu cầu kỹ năng tương tự.

## Lạm dụng
Việc đưa tiền boa cho một số nhóm người lao động làm việc chẳng hạn như nhân viên, cán bộ công chức nhà nước và các nhân viên cảnh sát được xem là bất hợp pháp và tiền boa được sử dụng trong môi trường này bị coi là hành vi hối lộ. Hối lộ và tham nhũng đôi khi được ngụy trang dưới dạng tiền boa.

## Những thông lệ khác nhau tại các quốc gia

Các thông lệ khác nhau về tiền boa, tùy thuộc vào quốc gia.